# Terastia meticulosalis
Terastia meticulosalis là một loài bướm đêm thuộc họ Crambidae. Nó có phạm vi phân bố rộng. Ở Bắc Mỹ, Nó được ghi nhận từ tây nam Arizona, miền nam Texas, Louisiana và Florida. Nó cũng hiện diện ở Jamaica.
Sải cánh dài khoảng 39 mm.
Ấu trùng ăn các loài Erythrina.